# John Selden

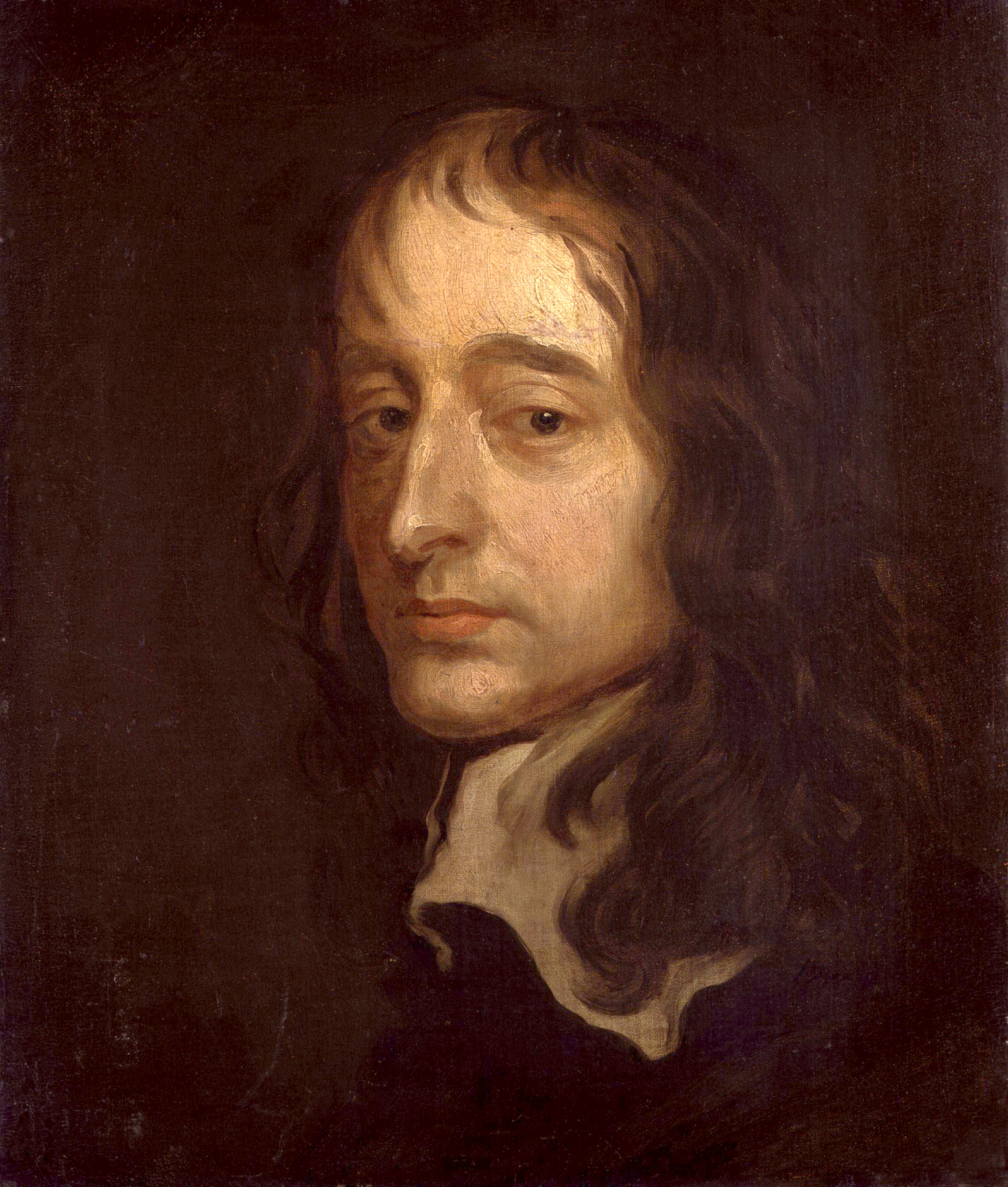
John Selden

John Selden (Salvington, 16 december 1584 – 30 november 1654) was een Engelse jurist, oudheidkundige en oriëntalist.

## Vroege leven
Zijn vader had een kleine boerderij. Er wordt gezegd dat zijn vioolspel hetgeen was wat zijn vrouw Margaret aantrok. Zij kwam uit een betere familie, als enig kind van Thomas Baker van Rustington - afstammeling van een ridderlijke familie uit Kent. Selden ging naar de vrije grammar school in Chichester en in 1600 ging hij naar Hart Hall aan Oxford. In 1603 werd hij toegelaten tot Clifford's Inn in Londen. In 1604 ging hij naar de Inner Temple en in 1612 werd hij opgeroepen tot de bar. Zijn eerste beschermheer was sir Robert Bruce Cotton de oudheidkundige, die hem lijkt te hebben aangenomen om de parlementaire verslagen die toen bewaard werden in de Tower of London over te schrijven en samen te vatten. Om de een of andere reden trad Selden slechts zelden op in de rechtbank, maar zijn praktijk in de raadskamer als notaris en consultant was groot en blijkbaar winstgevend.
Hij werd echter bekend als geleerde en als schrijver. Zijn eerste werk, een beschrijving van de regering van Engeland van voor de Normandische verovering, was naar het schijnt voltooid toen hij nog slechts twee- of drieëntwintig was. Maar als dit de Analecion Anglo-Britannicon was, zoals over het algemeen wordt aangenomen, dan publiceerde hij het niet tot 1613. In 1610 kwamen drie van zijn werken uit: England's Epinomis en Janus Anglorum; Facies Altera, die handelden over de Engelse wetgeving tot aan Henry II; en The Duello, or Single Combat, waarin hij de geschiedenis van het godsoordeel in Engeland voor de Normandische verovering beschrijft.
In 1613 kwam hij met een aantal aantekeningen, waaronder citaten en referenties, voor de eerste achttien cantos van Michael Draytons Poly-Olbion. In 1614 publiceerde hij Titles of Honour, dat, ondanks een aantal duidelijke fouten en omissies, een uitgebreid en betrouwbaar naslagwerk bleef voor eeuwen. In 1616 publiceerde hij zijn aantekeningen over John Fortescues De laudibus legum Angliae en Ralph de Henghams Summae magna et parva. In 1617 werd zijn De diis Syriis uitgegeven dat onmiddellijk zijn faam als oriëntalist vestigde in Europa. Het is opmerkelijk vanwege het briljante gebruik van de vergelijkende methode, waarmee het ver zijn tijd vooruit was en wordt nog steeds gebruikt door studenten van de Semitische mythologie.

## Lagerhuis
In 1618 veroorzaakte zijn History of Tithes, hoewel het pas gepubliceerd was nadat het door de censor was vrijgegeven, bezorgdheid onder de bisschoppen en de tussenkomst van de koning. De auteur werd voor de Privy Council geroepen en gedwongen om zijn meningen terug te nemen. Zijn werk werd onderdrukt en het werd hem verboden om vragen over zijn werk te beantwoorden. 
In 1621 raakte Selden betrokken bij de gebeurtenissen die zouden voeren naar De Engelse Burgeroorlog. Het Lagerhuis debatteerde over de Engelse afzijdigheid bij de gebeurtenissen in Bohemen, waar de protestantse Winterkoning door de katholieke keizer was verdreven. Koning Jacobus I had geen vinger uitgestoken voor zijn dochter, de gemalin van deze Winterkoning. De vorst, eenmaal terug in Londen, schreef een brief op poten aan het parlement en dreigde lasterende parlementariërs te zullen arresteren.
Hoewel Selden niet in het parlement zat, was hij misschien de opsteller van het gedenkwaardige protest over de rechten en privileges van het Huis, bevestigd door het Lagerhuis op 18 december 1621. Hij werd samen met een aantal anderen gevangengezet, eerst in de Tower en later onder de hoede van sir Robert Ducie, sheriff van Londen. Tijdens zijn korte detentie hield hij zich bezig met de voorbereiding van een editie van Eadmers History van een manuscript dat hem uitgeleend was door zijn gastheer of bewaarder en wat hij twee jaar later publiceerde.
In 1623 kwam hij terug in het Lagerhuis voor het district van Lancaster en zat met John Coke, William Noy en John Pym in Sergeant Glanvilles verkiezingscomité. Hij was ook genomineerd als lector van Lyon's Inn, een ambt dat hij weigerde. Hiervoor werd hij door de rechters van de Inner Temple veroordeeld tot een boete van £20 en werd uitgesloten om een van hen te worden. Desondanks werd hij hier een aantal jaar later eerste rechter. 
In het eerste parlement van Charles I (1625), lijkt uit de "returns of members" gepubliceerd in 1878 dat, in tegenstelling tot de bewering van al zijn biografen, hij geen zetel had. In Charles’ tweede parlement (1626) werd hij gekozen voor Great Bedwin in Wiltshire en had een belangrijk aandeel in de aanklacht en vervolging van George Villiers, 1st Duke of Buckingham. In het daaropvolgende jaar, in de "benevolence" zaak, verdedigde hij sir Edmund Hampden in de Court of King's Bench.
In 1628 keerde hij terug in het derde parlement van Charles voor Ludgershall, Wiltshire en was betrokken bij het opstellen en dragen van de Petition of Right. In de zitting van 1629 was hij een van de leden die verantwoordelijk waren voor de tumultueuze aanname in het Lagerhuis van de resolutie tegen de illegale heffing van tonnage en poundage. Samen met sir John Eliot, Denzil Holles, Long, Valentine, William Strode en de rest, werd hij teruggestuurd naar de Tower. Daar verbleef hij acht maanden, waarbij hem voor een deel van de tijd het gebruik van boeken en schrijfmateriaal ontzegd werd. daarna werd hij overgeplaatst onder minder strenge condities naar de Marshalsea-gevangenis, tot aartsbisschop Laud hem vrij kreeg. Enige jaren daarvoor was hij benoemd tot steward van de graaf van Kent, wiens zetel, Wrest in Bedfordshire, hij nu bezette.
Hij maakte geen deel uit van het Short Parliament van 1640, maar wel van het Long Parliament voor de University of Oxford. Hij voerde oppositie tegen de afschaffing van de bisschoppelijke hiërarchie die leidde tot de uitsluiting van de bisschoppen van het House of Lords.
Na de dood van de earl of Kent in 1639 woonde Selden permanent onder één dak met diens weduwe, Elizabeth Talbot. Waarschijnlijk zijn ze getrouwd, al lijkt het huwelijk nooit publiekelijk bevestigd te zijn geweest. Hij overleed in Friary House in Whitefriars en werd begraven in de Temple Church in Londen.

## Mare Clausum
In 1635 verscheen zijn Mare clausum. Het was 16 of 17 jaar eerder geschreven, maar James I had de publicatie verboden om politieke redenen. Hierdoor verscheen het een kwart eeuw na Mare liberum van Hugo de Groot waar het een antwoord op was en waarin de aanspraak van Nederlandse vissers om in de wateren aan de Engelse kust te vissen weerlegd moest worden.

## Latere publicaties
- 1642 - Privileges of the Baronage of England when they sit in Parliament and Discourse concerning the Rights and Privileges of the Subject
- 1644 - Dissertatio de anno civili et calendario reipublicae Judaicae
- 1646 - Uxor Ebraica
- 1647 - Fleta
- 1650 - Eerste deel van De synedriis et prefecturis juridicis veterum Ebraeorum
- 1653 - Tweede deel
- 1655 - Derde deel
- 1652 - Voorwoord voor Sir Roger Twysdens Historiae Anglicae scriptores decem
- 1653 - Zijn laatste publicatie was een rechtvaardiging van hemzelf van een aantal aantijgingen tegen hem en zijn Mare clausum door Theodoor Graswinckel, een Nederlandse jurist